# Děpolt starší Popel z Lobkowicz
Děpolt starší Popel z Lobkowicz (asi 1530 – 22. února 1594), před smrtí zvaný nejstarší byl český šlechtic z perucké pošlosti bílinské větve rodu Lobkowiczů a hejtman Žateckého (1567–1568) a Slánského kraje (1571–1572 a 1589–1590). Pohřben byl 14. března 1594.

## Původ a život
Narodil se jako první syn a první ze tří potomků Jiřího Popela z Lobkowicz († 15. březen 1534), zakladatele perucké pošlosti, a jeho manželky Alžběty (Elišky) Krajířové z Krajku († 24. duben 1565). Měl dva sourozence.

## Majetek
Vlastnil Divice, Malíkovice a Vinařice. 24. května 1555 se majetkově vyrovnal se svým bratrem Jindřichem (asi 1532–1576).

## Rodina
Oženil se s Kateřinou z Donína, dcerou Mikuláše z Donína († 1540) a jeho manželky Ludmily z Leskovce.
Narodily se jim dvě děti (syn a dcera):
- 1. Děpolt mladší († po 1594), 1582 páže císaře Rudolfa II.
- 2. Ludmila († 1623)
  - ∞ (27. 11. 1596) Zikmund Jindřich Kordule ze Sloupna na Vřešťově († 1638)